# تومویوکی ساکای
تومویوکی ساکای (به انگلیسی: Tomoyuki Sakai) بازیکن فوتبال اهل ژاپن و عضو تیم ملی فوتبال ژاپن است که در تاریخ ۲۰ دسامبر ۲۰۰۰ میلادی اولین بازی ملی‌اش را انجام داد. او در ۱ بازی ملی حضور داشت و آخرین بازی ملی خود را در تاریخ ۲۰ دسامبر ۲۰۰۰ میلادی انجام داد. تومویوکی ساکای در بازی‌های ملی‌اش
گلی به ثمر نرساند.